# Amerikaanse presidentsverkiezingen 1984

Verdeling van de kiesmannen bij de verkiezingen van 1984.

De Amerikaanse presidentsverkiezingen van 1984 werden door president Ronald Reagan met ruime cijfers gewonnen. Hij had zijn overwinning onder andere te danken aan de sterke economische opleving na de recessie van 1981-1982. Reagan won 49 staten, één staat ging naar zijn Democratische tegenstander Walter Mondale. Hiermee zijn Reagan en Richard Nixon (in 1972) de enige Amerikaanse presidenten tot nu toe die zo veel staten achter zich hebben gekregen bij een verkiezing. Reagan kreeg 525 kiesmannen achter zich, het hoogste aantal kiesmannen ooit voor een president.

## Presidentskandidaten

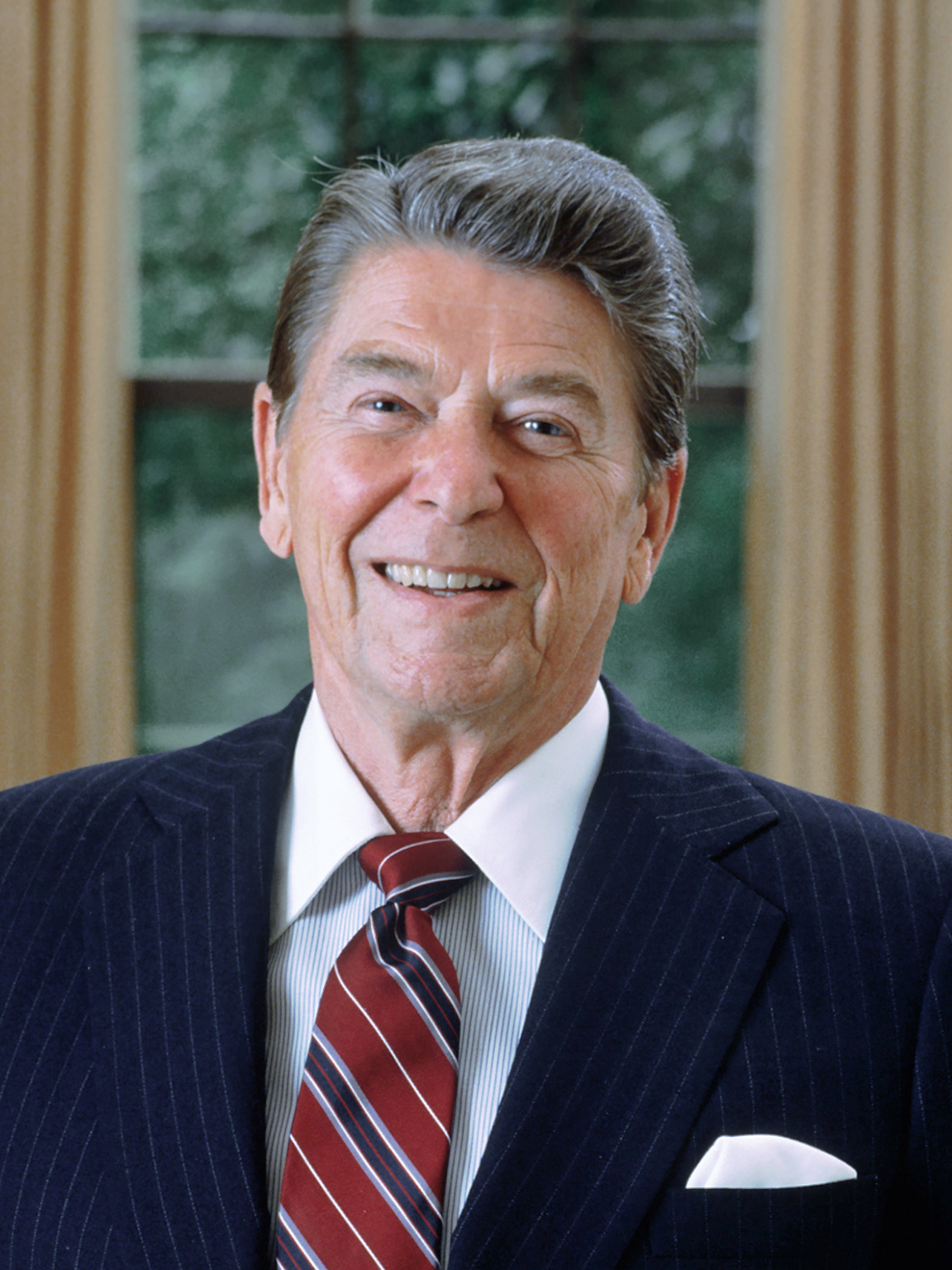
President Ronald Reagan uit Californië Republikeinse Partij
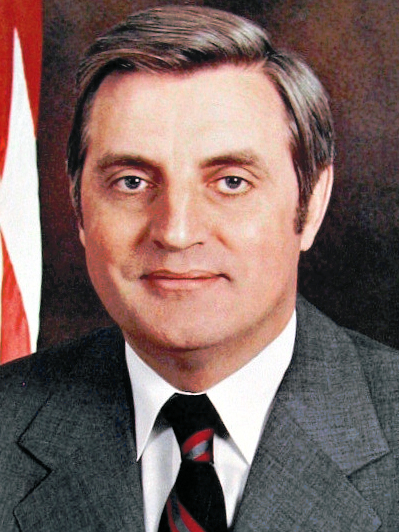
Voormalig Vicepresident Walter Mondale uit Minnesota Democratische Partij

### Vicepresidentskandidaten

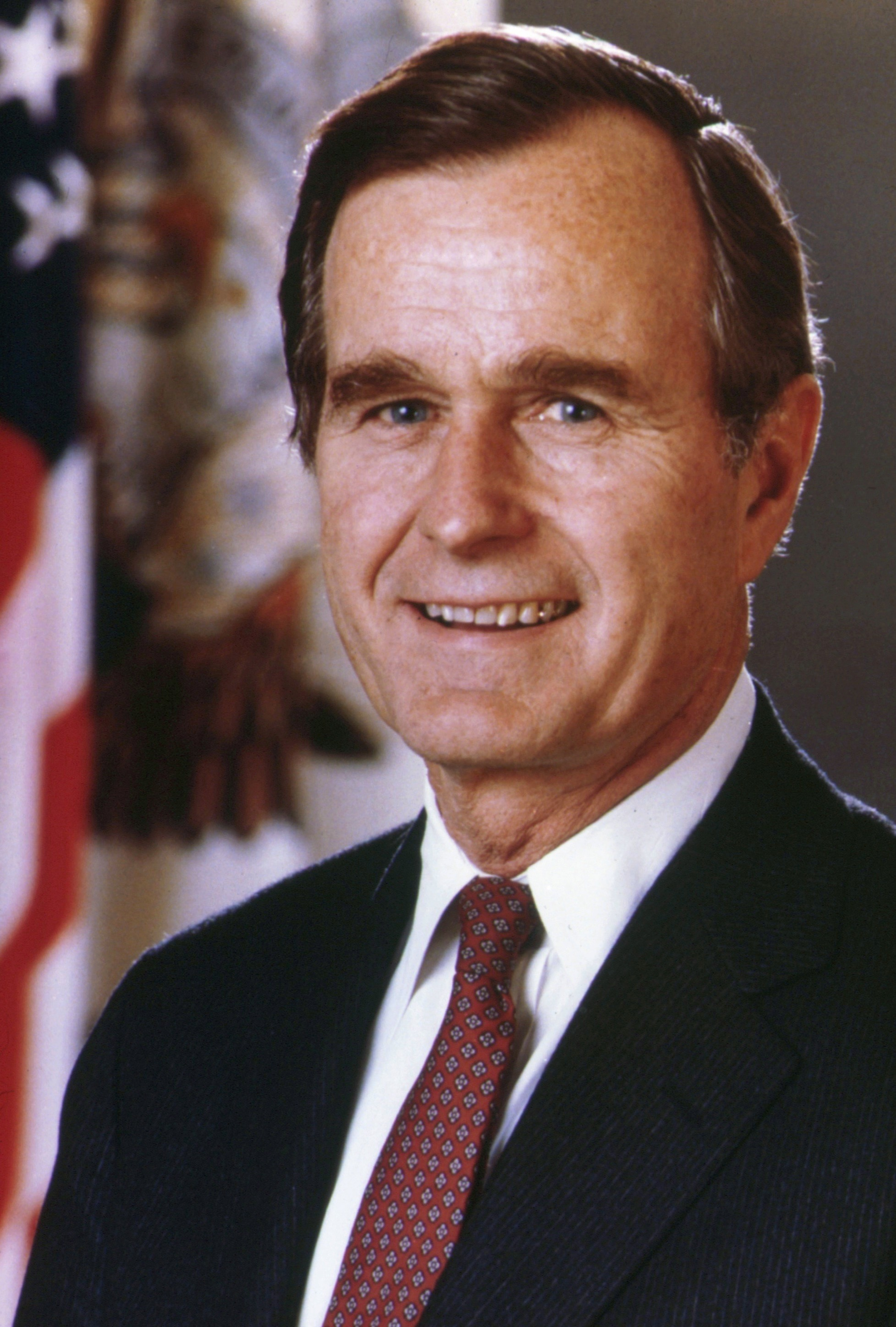
Vicepresident George H.W. Bush uit Texas Republikeinse Partij
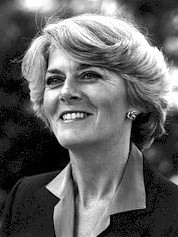
Afgevaardigde Geraldine Ferraro uit New York Democratische Partij

## Uitslag
| Naam            | Ronald Reagan        | Walter Mondale       |
| Partij          | Republikeinse Partij | Democratische Partij |
| Thuisstaat      | Californië           | Minnesota            |
| Running mate    | George H.W. Bush     | Geraldine Ferraro    |
| Kiesmannen      | 525                  | 13                   |
| Gewonnen staten | 49                   | 1+DC                 |
| Aantal stemmen  | 54.455.472           | 37.577.352           |
| Percentage      | 58,8%                | 40,6%                |

1789 · 1792 · 1796 · 1800 · 1804 · 1808 · 1812 · 1816 · 1820 · 1824 · 1828 · 1832 · 1836 · 1840 · 1844 · 1848 · 1852 · 1856 · 1860 · 1864 · 1868 · 1872 · 1876 · 1880 · 1884 · 1888 · 1892 · 1896 · 1900 · 1904 · 1908 · 1912 · 1916 · 1920 · 1924 · 1928 · 1932 · 1936 · 1940 · 1944 · 1948 · 1952 · 1956 · 1960 · 1964 · 1968 · 1972 · 1976 · 1980 · 1984 · 1988 · 1992 · 1996 · 2000 · 2004 · 2008 · 2012 · 2016 · 2020 · 2024